# Sacca Fisola
Sacca Fisola est une île artificielle de la lagune de Venise constituant une partie de l'extrémité occidentale de la Giudecca qui, comme elle, dépend du Sestiere de Dorsoduro.

## Géographie
Elle a une superficie de 0,18 km2 et compte, au 16 février 2008, 1530 habitants. Elle est entourée par le Canal de la Giudecca au nord, le Rio dei Lavraneri à l'est, le Canale San Biagio au sud et la Sacca San Biagio à l'ouest.
Elle accueille un quartier résidentiel de propriété publique construit récemment et ne comporte aucun monument ou bâtiment présentant une particularité architecturale. Il s'y trouve cependant une piscine très utilisée par les vénitiens.

## Histoire
Elle a été mise en place dans les années 1960 par l'enfouissement du banc préexistent.
À l'ouest se trouve une autre île artificielle (Sacca San Biagio) qui est le résultat de l'accumulation des déchets de la ville de Venise entre les années 1950 et les années 1980 où se trouve un incinérateur.

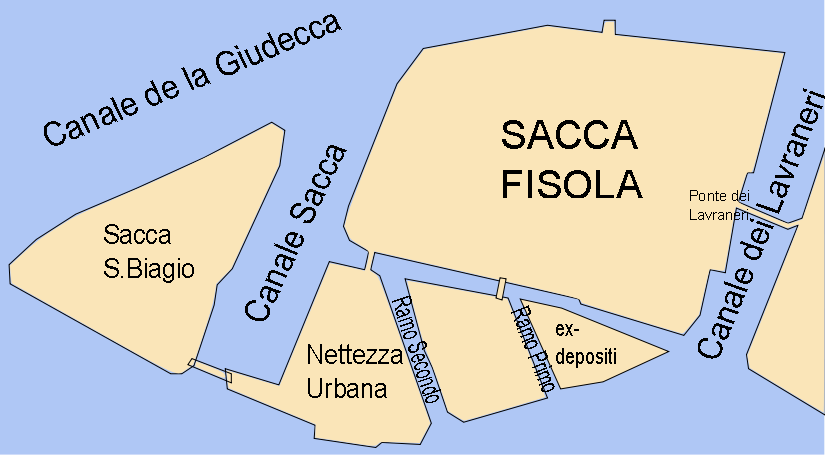
Plan de situation
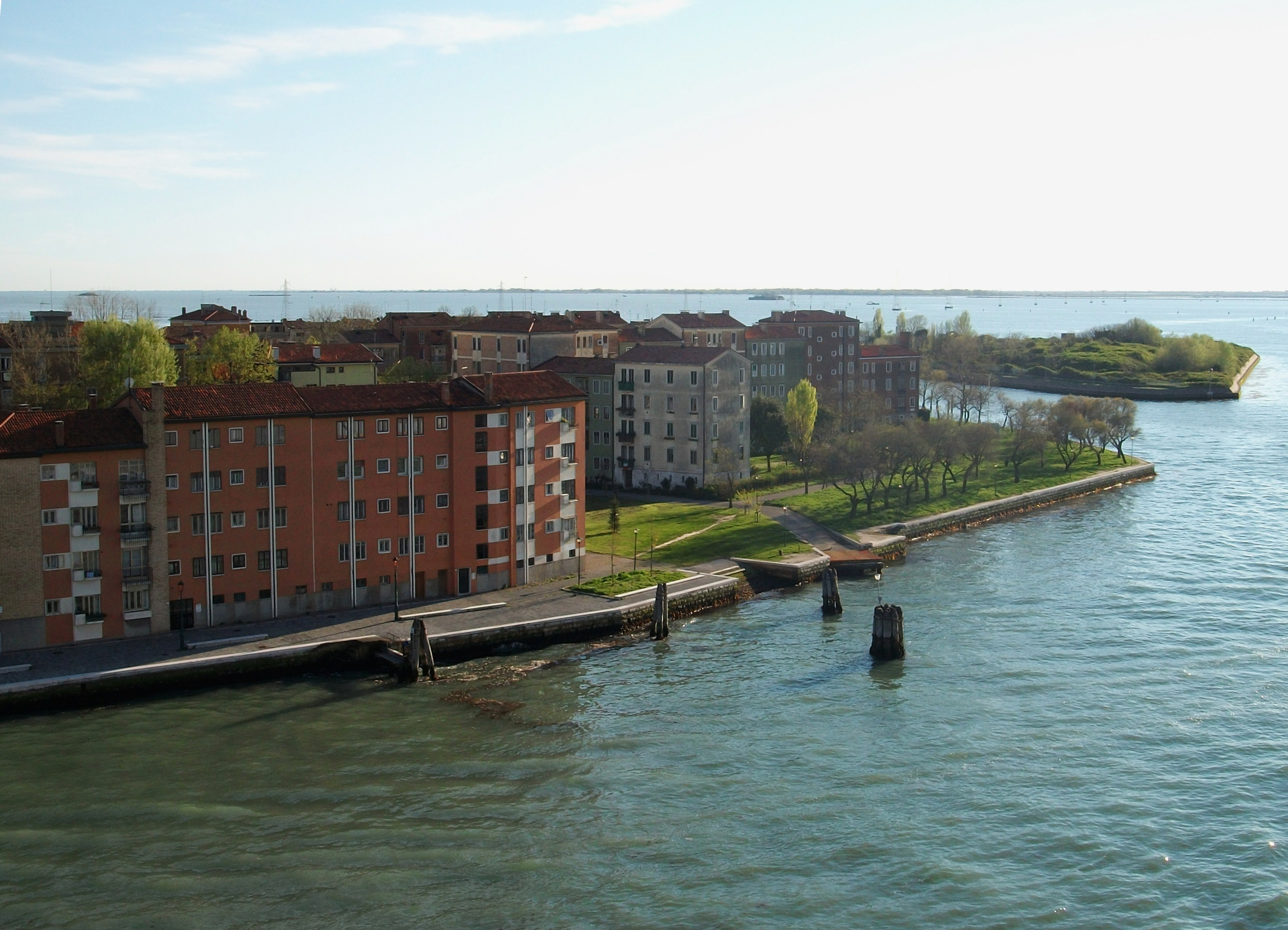
Vue aérienne
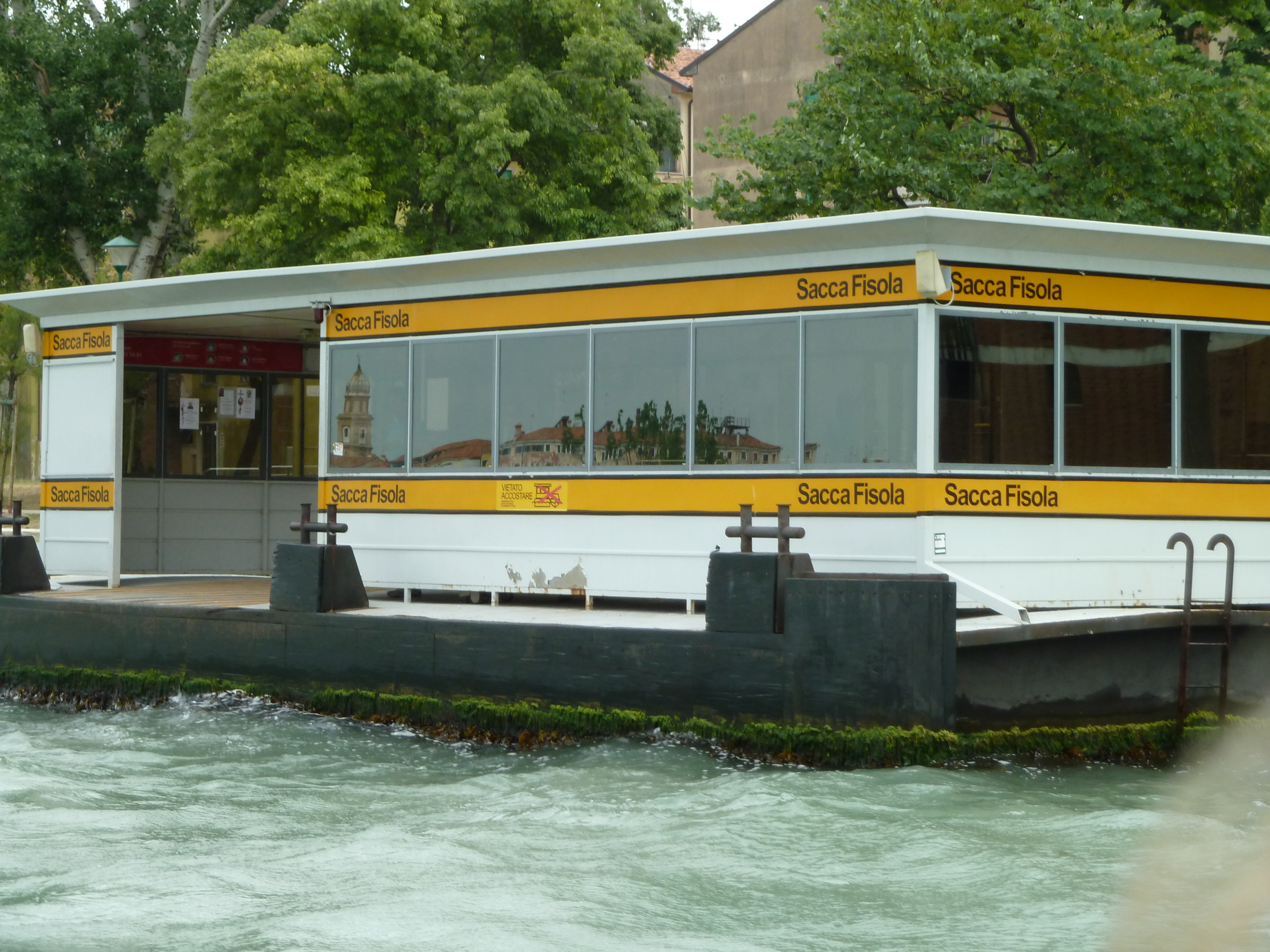
Appontement des vaporetti

## Référence
- (it) Cet article est partiellement ou en totalité issu de l’article de Wikipédia en italien intitulé « Sacca Fisola » (voir la liste des auteurs).